# La Chaste Suzanne (film, 1937)
Pour les articles homonymes, voir La Chaste Suzanne.
Pour plus de détails, voir Fiche technique et Distribution.
La Chaste Suzanne est un film français réalisé par André Berthomieu, sorti en 1937.

## Synopsis
Suzanne Pomarel a reçu un prix de vertu décerné par l'Académie des sciences morales présidée par Monsieur des Aubrais, un homme particulièrement strict. Cette distinction lui a été attribuée parce que sa mère l'avait elle-même reçue en son temps, mais elle est imméritée car Suzanne a des amants. En particulier René Boislurette qui est le soupirant de Jacqueline, la fille de Monsieur des Aubrais. Ce dernier, derrière une austérité de façade, se révèle être un fêtard invétéré, pilier du Moulin-Rouge.

## Fiche technique
- Titre : La Chaste Suzanne
- Réalisation : André Berthomieu
- Scénario d'après les opérettes :

La Chaste Suzanne de Jean Gilbert
Fils à papa d'Antony Mars et Maurice Desvallières
- Dialogues : Jean Boyer
- Musique : Jean Gilbert
- Photographie : Roy Clark
- Montage : Marcel Cohen (Marcel Cravenne)
- Décors : Jean d'Eaubonne
- Directeurs de production : Kurt Bernhardt et Eugène Tucherer
- Société de production : British Unity Pictures
- Pays d'origine : France
- Format : Son mono  - 1,37:1 - Mono - 35 mm
- Genre : Opérette filmée
- Durée : 90 minutes
- Date de sortie : France - mai 1937

## Distribution
- Raimu : Monsieur des Aubrays
- Meg Lemonnier : Suzanne Pomarel
- Henri Garat : René Boislurette
- Charles Dechamps : Pomarel
- Blanchette Brunoy : Jacqueline des Aubrays
- Blanche Denège : Mme des Aubrays
- Paul Demange
- Serge Flateau : Hubert
- Madeleine Gérôme
- Anthony Gildès : Dominique
- Jean Témerson : Alexis